# (6351) Neumann
(6351) Neumann  es un asteroide perteneciente al cinturón de asteroides, descubierto el 26 de marzo de 1971 por Cornelis Johannes van Houten y Tom Gehrels desde el Observatorio de Palomar, en Estados Unidos.

## Designación y nombre
Neumann se designó inicialmente como 4277 T-1.
Más adelante fue nombrado en honor al arquitecto barroco alemán Johann Balthasar Neumann (1687-1753).

## Características orbitales
Neumann orbita a una distancia media del Sol de 3,2505 ua, pudiendo acercarse hasta 3,2270 ua y alejarse hasta 3,2740 ua. Tiene una excentricidad de 0,0072 y una inclinación orbital de 8,1352° grados. Emplea en completar una órbita alrededor del Sol 2140 días.

## Características físicas
Su magnitud absoluta es 12,3. Tiene 17,402 km de diámetro. Su albedo se estima en 0,084.